# El Chapote, Etchojoa
El Chapote är en ort i Mexiko.   Den ligger i kommunen Etchojoa och delstaten Sonora, i den västra delen av landet, 1 400 km nordväst om huvudstaden Mexico City. El Chapote ligger 25 meter över havet och antalet invånare är 425.
Terrängen runt El Chapote är mycket platt. Runt El Chapote är det ganska glesbefolkat, med 34 invånare per kvadratkilometer. Närmaste större samhälle är Navojoa, 14,1 km öster om El Chapote. Trakten runt El Chapote består till största delen av jordbruksmark.